# دشت یهودی

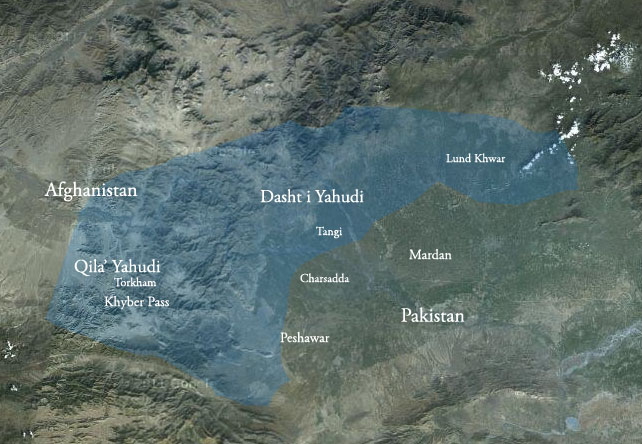
قلمرو منطقه تاریخی نشان داده شده با اصطلاح باستانی دشت یهودی

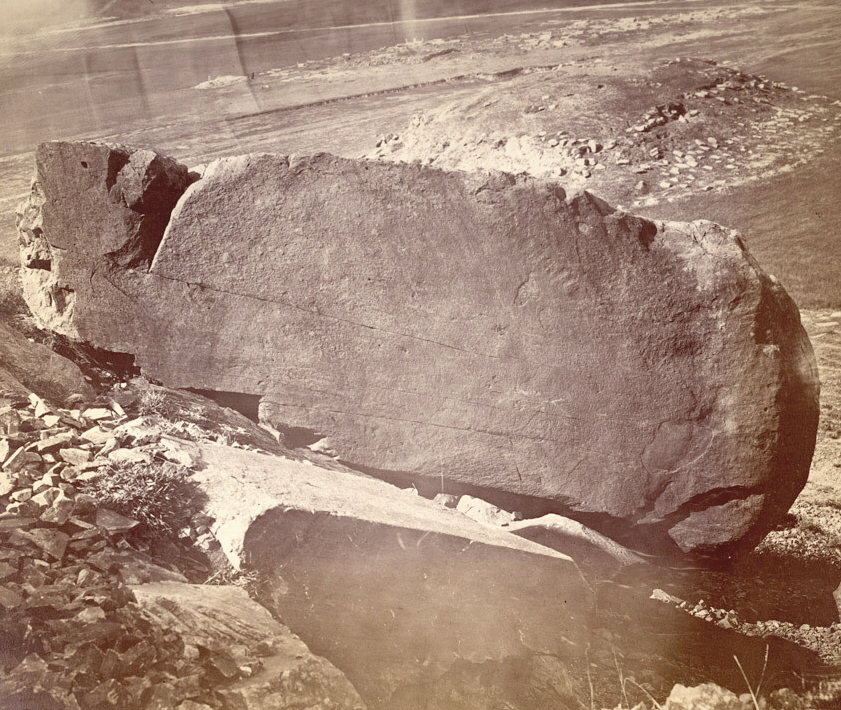
فرمانروایان آشوکا، در شهبازگرهی، پیشاور

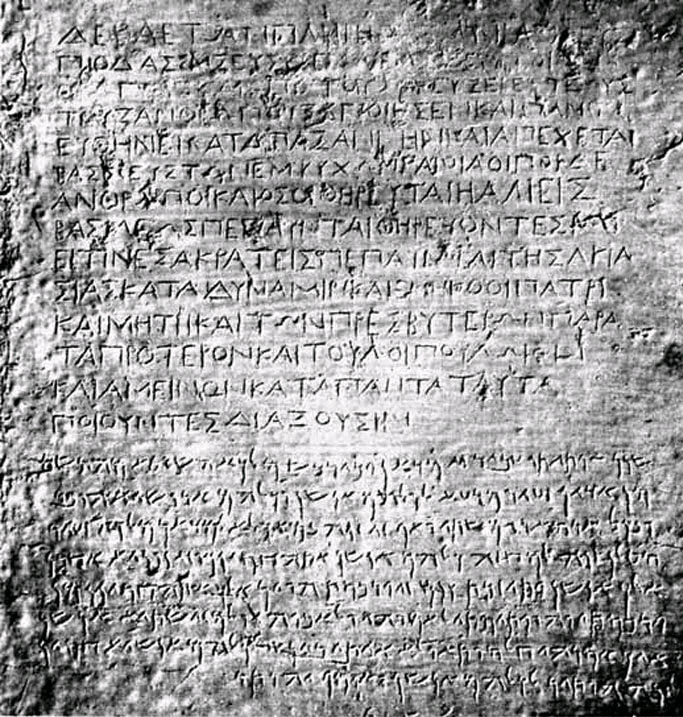
کتیبه دو زبانه (یونانی و آرامی) توسط شاه آشوکا، از قندهار، افغانستان. موزه کابل

دشت یهودی (انگلیسی: Dasht-e Yahudi) منطقه‌ای تاریخی است که تاریخ ایران و امپراتوری گورکانی به آن اشاره کرده‌اند و بیشترین بخش غربی مناطق پیشاور، چهارسده، ملاکند و مردان را شامل می‌شود، به ویژه در مناطق مرزی آنها با ولسوالی خیبر و مهمند. در حالی که این منطقه بیابانی نیست، دارای آب و هوای نیمه خشک است.
از واژه مغول، اغلب از آن به عنوان واژه‌ای تحقیرآمیز برای قبایل پشتون که در منطقه ساکن بودند (یعنی افریدی، ختک و یوسف‌زی) استفاده می‌شد و از آن واژه اغلب کاروان‌های مغول و در راه‌های تجاری مورد مناقشه استفاده می‌کردند. اصطلاح «یهودی» اشاره‌ای به میراث ادعایی یهودیان قوم پشتون داشت.
امپراتوری مغول علیرغم اینکه اکثریت شبه‌قاره هند تحت فرمانروایی خود قرار داد، اما در سراسر سلسله طولانی خود قادر به کنترل پشتون‌ها یا سلب استقلال قبیله‌ای آنها نبود.
در کشورهای کنونی افغانستان و پاکستان، این اصطلاح منسوخ شده‌است.

## ریشه‌یابی
واژه دشت یهودی در لغت به معنای «صحرای یهودی» در اردو و «سرزمین یهودیان» در پشتو است. این یک اصطلاح قدیمی است که برای اولین بار در متون فارسی، امپراتوری مغول (پشتون) دیده می‌شود.
منطقه‌ای که دشت یهودی نامیده می‌شود، بیابانی نیست، اما در گذشته یک منطقه نیمه خشک بدون کشت بود. به معنای واقعی کلمه صحرای یهودی، در گذشته منطقه‌ای کوهستانی و بایر بوده و دارای مسکن‌های پراکنده و یک یا دو روستای کمیاب در این منطقه وجود داشته‌است.

## اصلیت
در متون تاریخی فارسی و گورگانی و به ندرت در متون افغانی، همیشه با یک اصطلاح نزدیک دیگر مشخص می‌شود، قیل یهودیه یا قیله یاهودی. واژه قیل یهودیه در لغت به معنای ارگ یا قلعه یهودی است. اصطلاح دشت یهودی برای غربی‌ترین مناطق ولسوالی‌های پیشاور امروزی، چارسده، ملکند و مردان که این مناطق با نمایندگی‌های خیبر و مهمند هم‌مرز هستند استفاده شد.

### دشت یهودی
اصطلاح دشت یهودی برای غربی‌ترین مناطق ولسوالی‌های پیشاور، چارسده، ناحیه ملاکند و مردان امروزی که این مناطق با نمایندگی‌های خیبر و مهمند هم‌مرز هستند، استفاده شد. در حالی که کلمه قیل یهودیه برای منطقه فعلی خیبر و گردنه خیبر به کار رفته‌است.

### مردم و قبایل
سه قبیله مهم پشتون در این منطقه مستقر شدند. آفریدی، یوسف زی و ختک.
آفریدی‌ها در قسمت غربی دشت یهودی، یوسف زی در قسمت شرقی آن مستقر شده‌اند، و ختک در قسمت‌های مرکزی و شمالی. علاوه براین، قبیله مهمند نیز در شمال غربی منطقه وجود دارد. این‌ها فبایلی بودند که گفته می‌شد دوران اولیه مغول و قبل از مغول آن مناطق را دوست داشتند، تا به امروز، بطوری که هر دو ختک و یوسف زی در مورد غارت خطوط تأمین مغول و مسیرهای تجاری شهرت داشتند، به طوری که مغول‌ها مجبور شدند قلعه اتک را برای دفاع در برابر آن بسازند.

### دستورهای سنگی آرامیک آشوکا
آشوکا، معروف به «آشوکا بزرگ»، امپراتور هندی از سلسله مائوریا بود که تقریباً بر تمام شبه قاره هند فرمانروایی می‌کرد. ۲۶۹ قبل از میلاد تا ۲۳۲ قبل از میلاد.
لوح‌های سنگی معروف آشوکا و حکایت‌های آشوکا، که برخی از آنها در مناطق دشت یهودی، شهبازگرهی، مردان، ساوابی یافت می‌شود، دارای کتیبه‌هایی به زبان آرامی است. این امر به این دلیل است که علاوه بر روابط تجاری با اسرائیل باستان، انطاکیه و یونان، قبایل یهودی (بنی‌اسرائیل یا بنای اسرائیل) نیز در این منطقه مستقر شده بودند.

### قیل یهودیه
واژه قیل یهودیه، اصطلاحی باستانی بود که توسط مورخان اولیه عرب، فارس و مغول برای منطقه‌ای استفاده می‌شد که در پاکستان امروزی در منطقه خیبر واقع شده‌است. کلمه خیبر در حال حاضر بخشی از نام استان خیبر پختونخوا پاکستان و باب خیبر معروف است، گذرگاهی که ارتش‌های بی‌شماری از آنجا به هند حمله کردند.
اصطلاح قیل یهودیه یا قیلای یهودیه به معنای قبیله آفریدی است که معتقد بودند گذر خیبر و رشته کوه‌های معروف به کوه‌های سلیمان یا کوه سلیمان و هندوکش است.